# Prywatne Muzeum Motoryzacji i Techniki w Otrębusach
Prywatne Muzeum Motoryzacji i Techniki w Otrębusach – prywatne muzeum motoryzacji i techniki w Otrębusach koło Warszawy.

## Historia

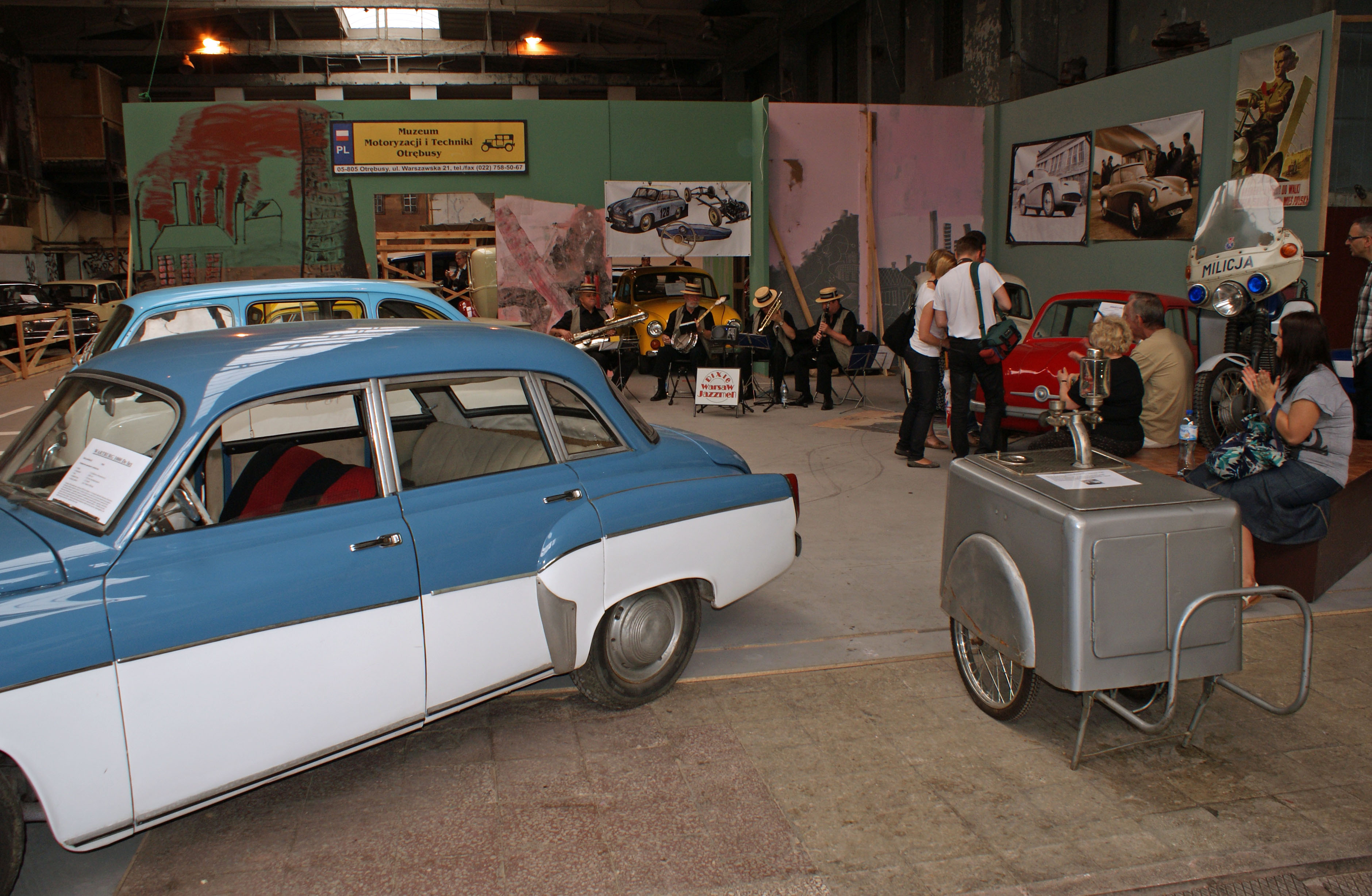
Wystawa Prywatnego Muzeum Motoryzacji i Techniki w Wytwórni Wódek Koneser w Warszawie. Na pierwszym planie, po prawej, saturator wody sodowej używany w czasach PRL-u. Po lewej Wartburg 312 De Lux, w tle zespół Dixie Warsaw Jazzmen.

Muzeum powstało w 1995, ale eksponaty zbierane były już wiele lat wcześniej, a ich remonty i rekonstrukcja zaczęły się w latach 80. XX wieku. Muzeum posiada około 300 zabytkowych pojazdów, jak również sporą kolekcję rekwizytów (mundury, radia, plakaty itd.), a także eksponaty związane z lotnictwem i militariami.
W związku ze szczupłością miejsca i liczbą eksponatów stłoczonych na małej powierzchni, najczęściej eksponaty muzeum można obejrzeć wypożyczone na imprezy plenerowe. Właścicielami muzeum są Joanna i Zbigniew Mikiciukowie, rodzice dziennikarza motoryzacyjnego Patryka Mikiciuka.

## Eksponaty

### Pojazdy
- Adler,  Niemcy – 1919
- Adler Primus,  Niemcy – 1932
- Austin Joshua,  Wielka Brytania – 1967
- Austin FX4,  Wielka Brytania

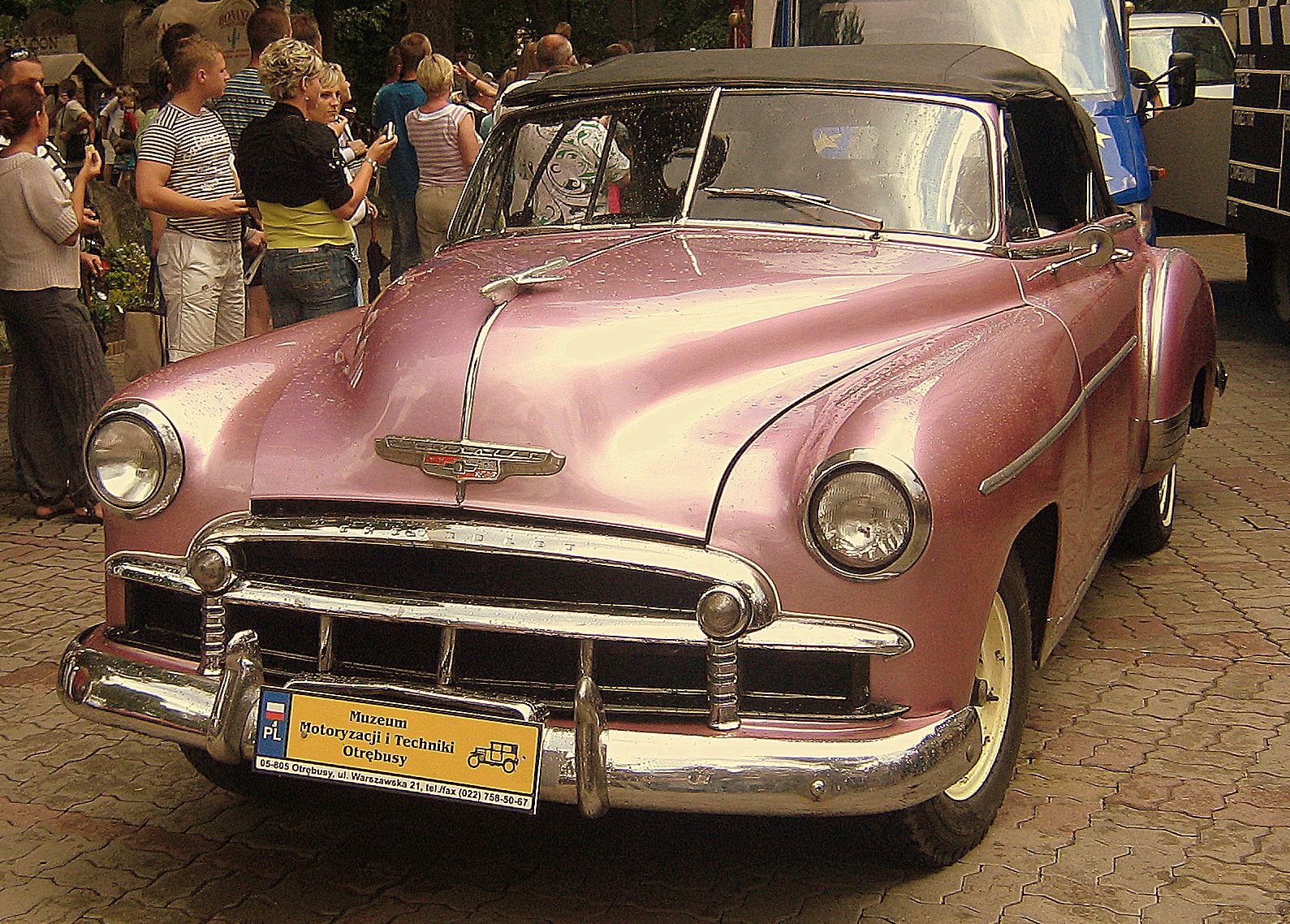
Chevrolet Deluxe

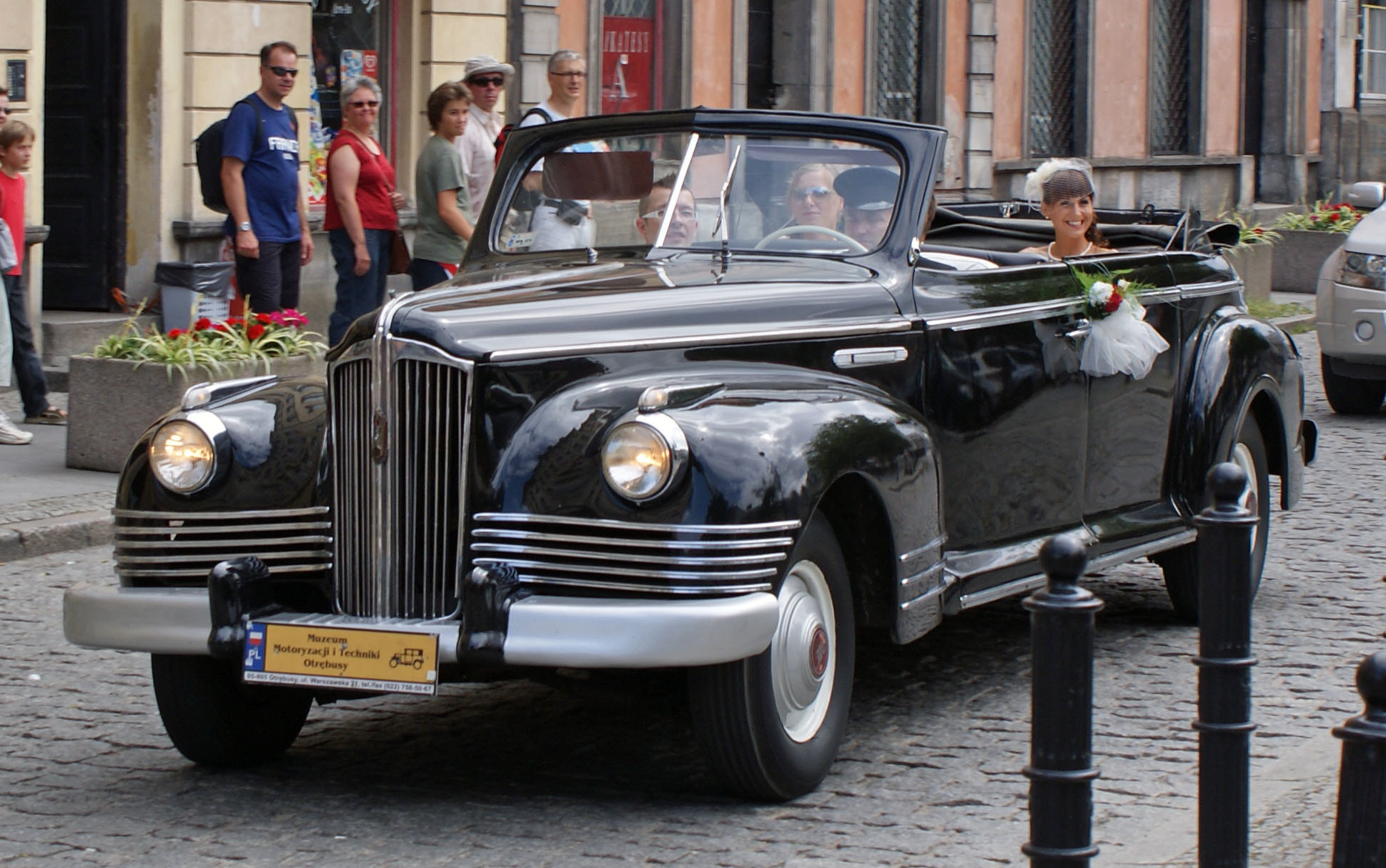
ZiS-110B Cabriolet

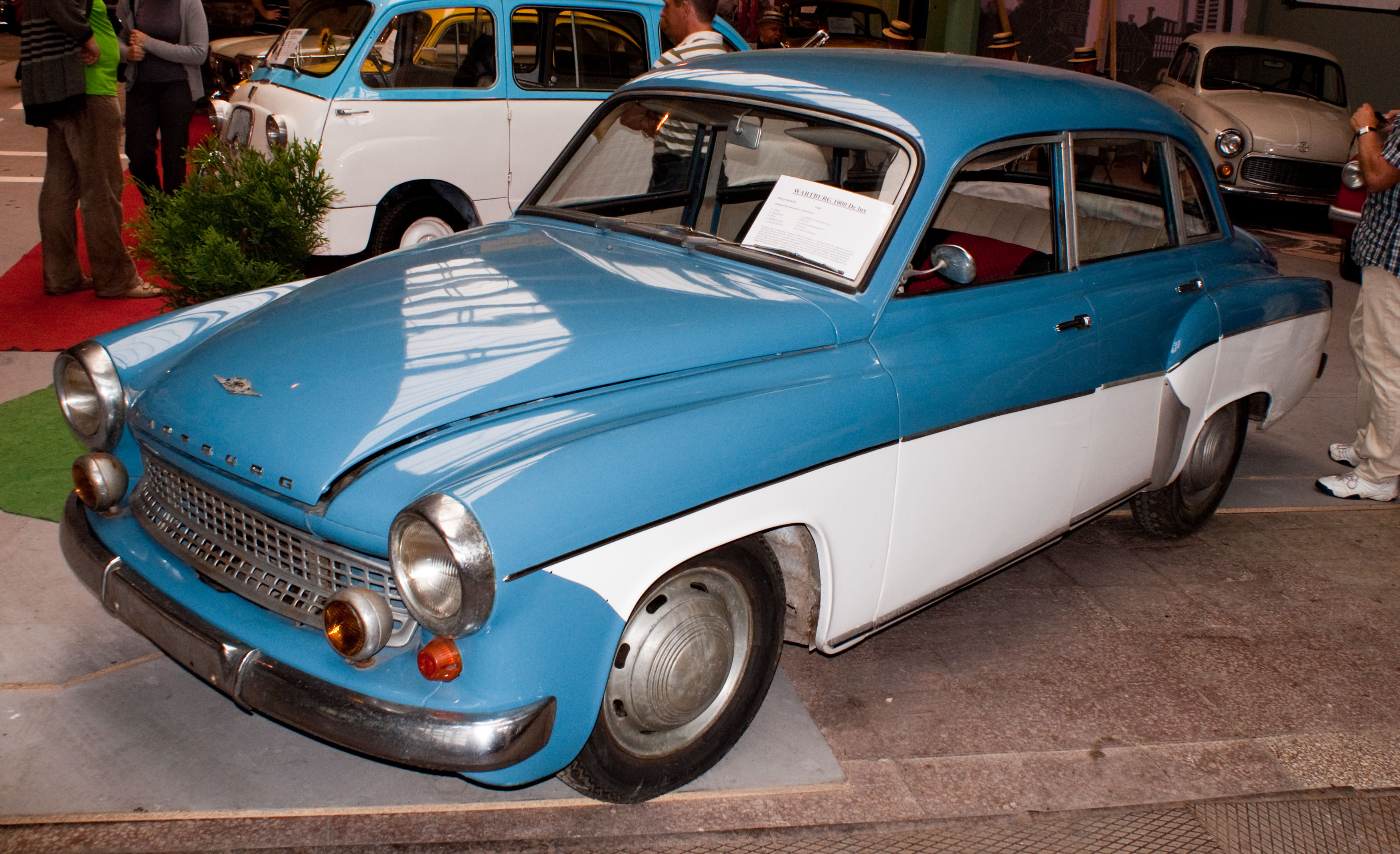
Wartburg 312 De Lux

- Austin Six,  Wielka Brytania – 1939 (pierwsze rządowe auto Bolesława Bieruta)
- BMW Dixi,  III Rzesza – 1928
- BMW 2000 TII Lux,  RFN
- Buick Skylark,  Stany Zjednoczone (używany był przez premiera J. Cyrankiewicza)
- Buick Wildcat,  Stany Zjednoczone – 1966 (dar polonii amerykańskiej dla kardynała Wyszyńskiego)
- Cadillac,  Stany Zjednoczone – 1967
- Chevrolet Canada,  Kanada – 1942
- Chevrolet Chevelle,  Stany Zjednoczone – 1956
- Chevrolet Deluxe,  Stany Zjednoczone – 1949
- Chrysler,  Stany Zjednoczone – 1927
- Czajka,  ZSRR
- Dacia,  Rumunia (należała do premiera J. Buzka)
- DeSoto,  Stany Zjednoczone – 1957
- DKW,  III Rzesza
- Fiat 500 Topolino,  Włochy
- Fiat 508 Balilla,  Polska
- Fiat 600 Multipla,  Włochy
- Fiat 1300 Miletreciento,  Włochy
- Fiat 125p,  Polska (należał do prezydenta Aleksandra Kwaśniewskiego)
- Fiat 125p,  Polska – 1968 (8 tys. km przebiegu)
- Fiat 126p,  Polska – 1974 (10 tys. km przebiegu)
- Ford A,  Stany Zjednoczone – 1928
- Ford AA,  Stany Zjednoczone, 2 szt. – 1927 i 1928
- Ford AF,  Stany Zjednoczone – 1928
- Ford XL,  Stany Zjednoczone – 1969
- Ford,  Stany Zjednoczone (6 cylindrów) – 1938
- Ford Fireline,  Stany Zjednoczone – 1957
- Ford Taunus,  Stany Zjednoczone – 1962
- Ford Thunderbird,  Stany Zjednoczone
- Warszawa M20,  Polska
- Warszawa 223,  Polska – 1968
- GAZ-AA,  ZSRR – 1937
- GAZ-M20 Pobieda,  ZSRR – 1951
- Wołga,  ZSRR
- GAZ-21 Wołga,  ZSRR
- GAZ-24 Wołga,  ZSRR
- Hudson Essex,  Stany Zjednoczone – 1927
- Horch 830 BL,  III Rzesza – 1938
- Horch 830 cabrio,  III Rzesza – 1935
- Jaguar XJ6,  Wielka Brytania – 1984 (należał do aktorki Grażyny Szapołowskiej)
- Mercedes 170V Cabrio,  III Rzesza (należał do przedwojennej gwiazdy Lody Halamy)
- Mercedes 170V,  III Rzesza – 1936
- Mercedes 170V,  III Rzesza – 1939
- Mercedes 190,  RFN – 1956
- Mercedes Benz 260 Pullman,  Niemcy
- Mikrus MR-300,  Polska
- Opel Kapitan,  III Rzesza – 1939
- Opel Kadett,  RFN
- Opel Kadett,  III Rzesza – 1938
- Opel Kapitan,  RFN – 1953
- Opel P4,  III Rzesza – 1935
- Packard,  Stany Zjednoczone – 1930
- Peugeot 202,  Francja
- Peugeot 604,  Francja (pancerne auto gen W. Jaruzelskiego)
- Porsche 911 Targa,  RFN (należał do Maryli Rodowicz)
- Praga Oświęcim,  Polska – 1928
- Alpine V6 Turbo Le Mans,  Francja
- Renault Floride,  Francja – 1958
- SAM,  Polska (na bazie Trabanta – 2 szt.)
- Skoda 1000,  Czechosłowacja
- Syrena 104,  Polska – 1972
- Syrena 105,  Polska
- Syrena 105 Bosto,  Polska
- VW Garbus 1200,  RFN – 1957
- VW Garbus 1500,  RFN – 1975
- Wartburg Deluxe,  NRD – 1965
- ZiS-110 (pierwsze rządowe auto Gomułki po dojściu do władzy w 1956),  ZSRR
- ZiS-110B Cabriolet (auto wyprodukowane w 7 egzemplarzach na życzenie J. Stalina),  ZSRR
- Autobus londyński odkryty i 2 zakryte – 3 szt.,  Wielka Brytania
- Autobus szkolny,  Stany Zjednoczone
- Phenomen Grand – 1940
- ZSD Nysa,  Polska – 1960
- Star 25,  Polska – 1960
- Mercedes sztabówka,  III Rzesza – 1940
- Jelcz 043,  Polska (autobus) – 1985
- Fiat 666 RN,  Włochy/ Polska
- San H100A,  Polska
- Mercedes 3000,  III Rzesza – 1941
- Mercedes 1500,  III Rzesza – 1943
- Opel Blitz 3t,  III Rzesza – 1941
- Opel Blitz,  III Rzesza – 1935
- FSC Lublin,  Polska – 1953
- Renault,  Francja – 1939
- Bedford,  Wielka Brytania – 1940
- ZiŁ,  ZSRR
- Nysa MO,  Polska – 1964
- Hanomag 1000,  III Rzesza
- GAZ-69 radiostacja i Gaz 69,  ZSRR
- Opel Blitz 4x4 i Opel Blitz 1000,  III Rzesza
- Lublin Gaz 51 MO i Lublin GAZ 51,  Polska
- Citroen BL 11,  Francja

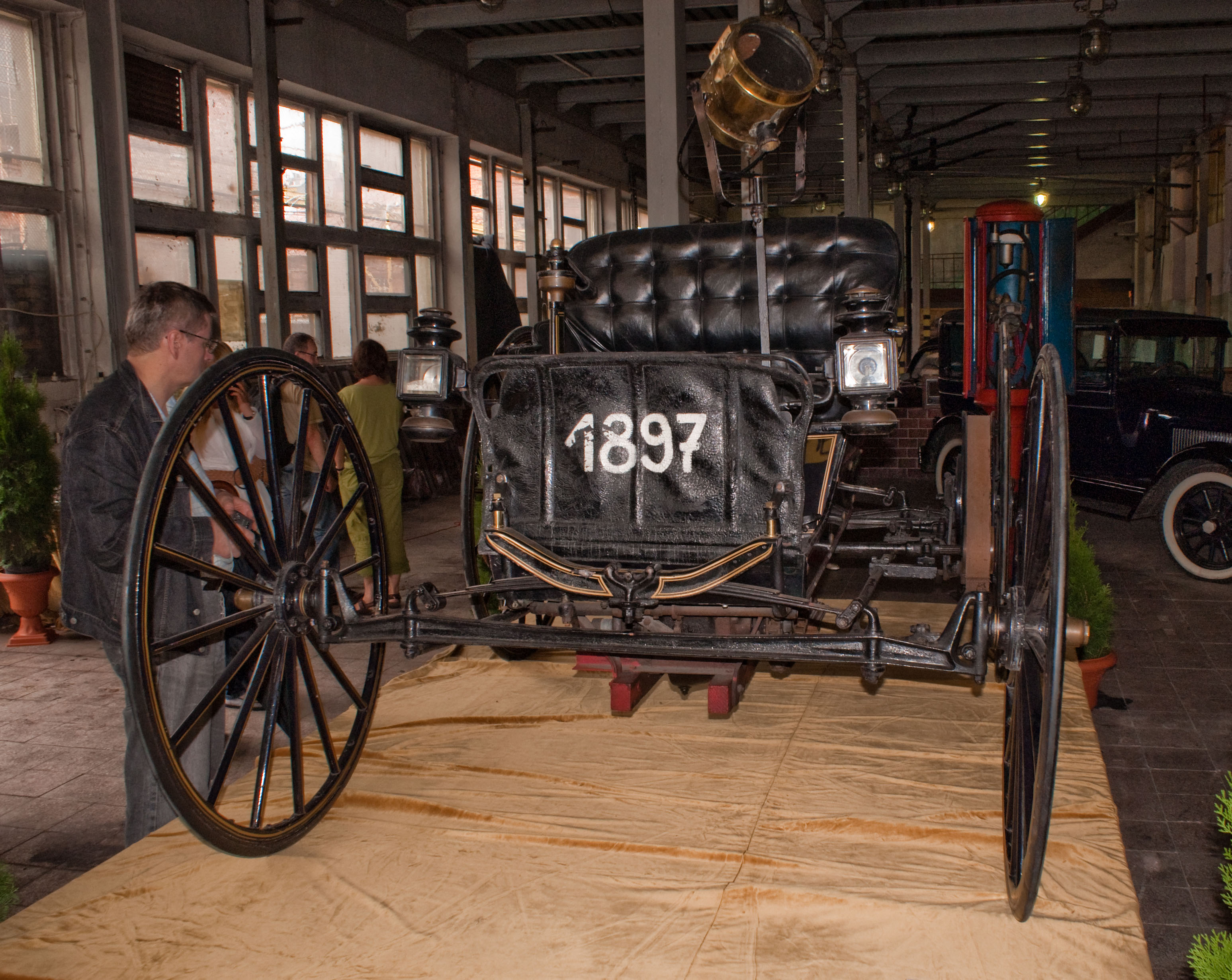
J.A.G. z roku 1897

- J.A.G. 1897,  Niemcy (najstarsze auto w Polsce)
- Kareta
- Mercedes KDF,  III Rzesza
- PANZER IV (czołg – replika),  III Rzesza
- Peugeot 304C,  Francja
- GAZ 67 Czapajew,  ZSRR
- Jeep Willis,  Stany Zjednoczone
- Papamobile STAR,  Polska
- Gaz 51,  ZSRR
- Studebaker,  III Rzesza
- Sd.Kfz.222 (samochód pancerny),  III Rzesza
- Skoda Octavia rocznik 1962 biała podarowana przez Pawła Ślęczkowskiego z Krakowa
- i inne

### Motocykle
- NSU 500,  III Rzesza, 2 szt – 1930 i 1938
- Ardie,  III Rzesza, 2 szt – 1935 i 1937
- BSA,  Polska – 1934
- MOJ,  Polska – 1936
- Sokół 1000,  Polska – 1935
- Sokół 125,  Polska – 1949
- Sokół 1000,  Polska (cywilny) – 1939
- Sokół 1000,  Polska (wojskowy) – 1936 (prototyp, jedyny zachowany egzemplarz na świecie)
- DKW SB 200,  III Rzesza
- Lambretta TV 175,  Włochy
- Osa,  Polska
- Komar,  Polska
- Romet,  Polska
- WFM,  Polska
- M72 (przerobiona na wehrmahtowski motocykl BMW R71),  ZSRR
- DKW SB 350,  III Rzesza
- Junak,  Polska
- Humber,  Stany Zjednoczone – 1913
- BMW R12,  III Rzesza
- Motorynka,  Polska
- Zűndap KS 600,  III Rzesza
- MZ TROPHY,  NRD
- i inne.

### Inne
Rekwizyty i inne, w tym Ciągówka Ursus, samochód wojskowy Kübelwagen – 3 szt., samolot TS-8 Bies